# Niemand ist eine Insel (Film)
Niemand ist eine Insel ist ein deutscher Fernsehfilm aus dem Jahr 2011. Das Filmdrama ist eine Literaturverfilmung des gleichnamigen 1975 erschienenen Romans von Johannes Mario Simmel.

## Handlung
Sylvia Moran ist ein großer und gefeierter Filmstar. Sie ist auch als Schirmherrin einer Wohltätigkeitsgala für behinderte Kinder tätig. Allerdings rufen die Anblicke jener Behinderungen Ängste in ihr hervor, die zu einem Zusammenbruch hinter der Bühne führen. Ihr scheinbar perfektes und strahlendes Leben hat mehr Risse, als man glauben mag. Dabei sind genügend Menschen damit beschäftigt, diese Fassade aufrechtzuerhalten. Ihre Assistentin Clarissa organisiert ihr komplettes Leben und schirmt sie vor der Presse ab. Ihr Lebensgefährte Philip ist stets an ihrer Seite, um der Presse ein glanzvolles Bild zu liefern.
Aber jemand kennt Sylvias dunkles Geheimnis. Irgendjemand hat es geschafft, dieses als Tonaufnahme zu sichern. Jetzt wird sie erpresst. Als dann auch noch ihre Tochter Nele an Meningitis erkrankt und eine Lähmung droht, ist Sylvia kaum noch zu halten. Doch ihre perfekte Fassade und der Druck eines Filmdrehs auf Rügen, der Druck der Produzenten und der Presse hindern sie daran, sich um Nele zu kümmern. Stattdessen springt erneut Philip ein. Obwohl sich Sylvia in die Arbeit stürzt, verliert sie immer mehr Kontrolle über ihr Leben.

## Hintergrund
Der Film wurde vom 8. April bis 7. Mai 2010 in Berlin und auf Rügen gedreht. Auf dem österreichischen Fernsehsender ORF 2 wurde der Film am 8. Juni 2011 zum ersten Mal ausgestrahlt. Dabei wurde er von etwa 655.000 Menschen gesehen. Seine deutsche Erstausstrahlung war fünf Tage später, am 13. Juni 2011, im ZDF, wobei er dort von 4,16 Mio. Zuschauern gesehen, was einem Marktanteil von 12,6 Prozent entsprach.

## Kritiken
„Das Fernseh-Melodram ‚Niemand ist eine Insel‘ bietet also seinerseits einer berühmten Schauspielerin unserer Tage eine Rollenplattform: Iris Berben [...] zieht dabei alle Register zwischen Hysterie und Depression, zwischen strahlender Aura, exzentrischer Launenhaftigkeit und völligem Verlassensein. Ein solches Charakter- und Gefühlsensemble verbindet man denn auch landläufig mit dem Begriff der Diva. Aber Iris Berbens Spiel wirkt durchgängig so, als glaube sie selber nicht mehr an das Pathos, das die Diven-Rolle im Grunde verlangt – und das sich eben inzwischen reichlich abgenutzt hat.“

„Nach dem 1975 erschienenen, gleichnamigen Bestseller von Johannes Mario Simmel inszenierte Iris Berbens Hausregisseur Carlo Rola dieses ganz auf seine Hauptdarstellerin angelegte Melodram. Berben überzeugt in der Rolle der nicht mehr ganz jungen, aber gefeierten Filmdiva, deren nach außen hin perfekte Fassade allmählich zu bröckeln beginnt. Allerdings hat Drehbuchautor Knut Boeser [...] ein wenig zu viel des Guten in die Story gepackt. Allein das gespaltete Mutter-Tochter-Verhältnis hätte bereits Stoff für einen Film gegeben, von der Ausarbeitung des Starkultes mit allen seinen Nachteilen einmal ganz abgesehen. So aber wird auch die Problematik behinderter Kinder thematisiert, eine Erpressung soll für Spannung sorgen und schließlich folgt auch noch eine Generalabrechnung mit der ach so bösen Film- und Mediengesellschaft.“

„Die neueste Simmel-Produktion ‚Niemand ist eine Insel‘ (der Roman erschien 1975) jedenfalls hütet hinter dem schönen Schein seiner Bilder das blanke Nichts. Wenn es dem ZDF Ernst damit ist, sein Publikum zu verjüngen, sollte es mit dieser Simmel-Berben-Rola-Kiste schleunigst Schluss machen. [...]  Die fiktive Sylvia Moran, von Iris Berben mit disziplinierter Affektation auf dem Grat zwischen Schönheit und Scheusal gespielt, steht seltsam verloren in der Galerie unseliger Celebrities, wie Film und Fernsehen sie lieben und immer wieder inszenieren müssen. Man will von dieser synthetischen Figur im Grunde nicht wirklich was wissen. Irgendetwas, das über den schlichten Plot hinausweist, sich verallgemeinern ließe und gar etwas Neues verriete über die Schwierigkeit, als Mega-Star Mensch zu blieben, sucht man vergebens.“

## Interviews
- Anne Meyer-Minnemann: Iris Berben: „Macht so viel Freude, das Leben!“, Gala, 7. Juni 2011
- Nicole Richter: Für BILD ging die Berben baden, bild.de, 11. Juni 2011
- Martin Weber: Interview: Immer neugierig auf den Alltag (Memento vom 12. Juni 2011 im Internet Archive), wz-newsline.de, 10. Juni 2011
- Mike Powelz: „Ich bin keine entrückte Diva“, Iris Berben im Interview, TV Digital, 3. Juni 2011
- Interview mit Iris Berben, rtv